# Fernanda Negri Pouget
Fernanda Negri Pouget (Roma, 28 marzo 1889 – Roma, 17 febbraio 1955) è stata un'attrice italiana.

## Biografia

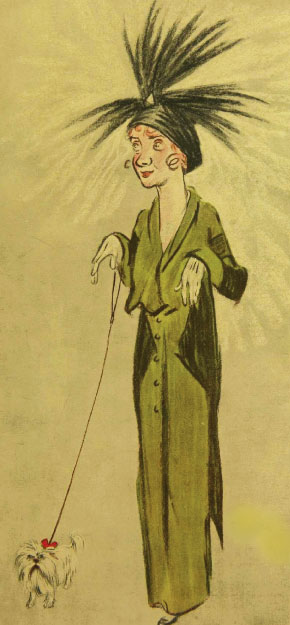
Disegno caricaturale dell'attrice. 1914

Allieva all'Accademia nazionale di Santa Cecilia, fu scritturata nel 1906 dalla Alberini & Santoni (poi divenuta Cines), ed esordì nel cortometraggio Il romanzo di un Pierrot.
Appena ventenne, nel 1909, fu interprete del film Beatrice Cenci che le fece guadagnare notorietà e divenne in poco tempo una delle prime attrici del cinema muto italiano.  Più tardi sposò l'attore francese Armand Pouget.

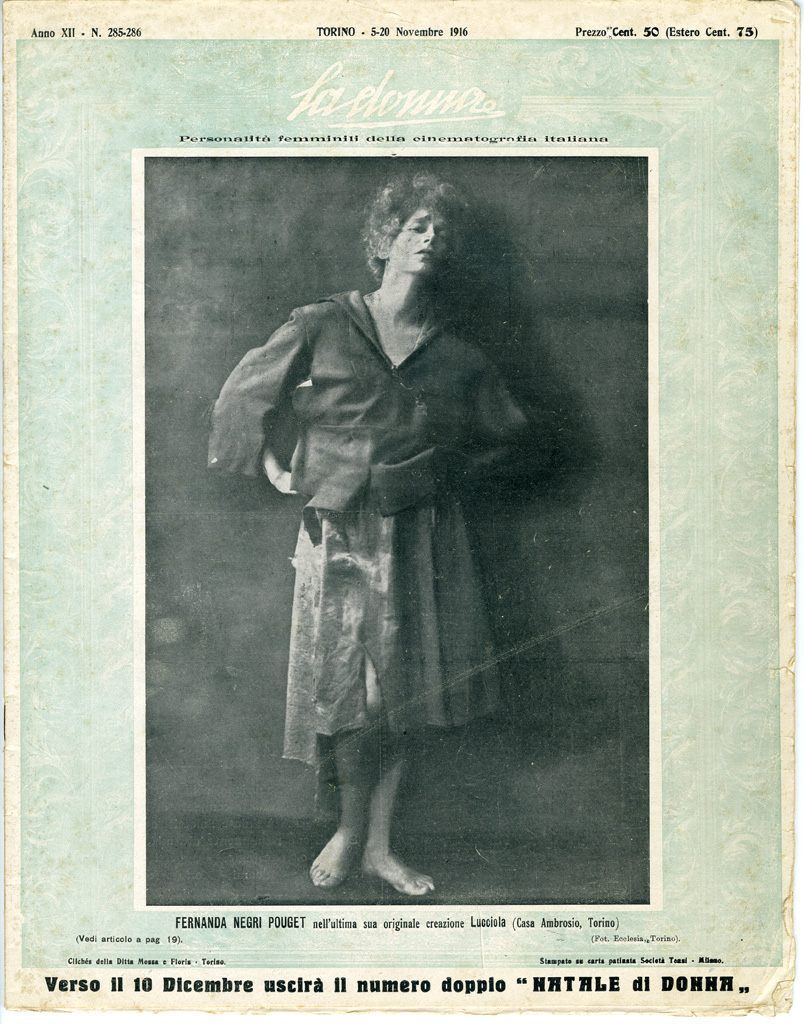
Fernanda Negri Pouget sulla copertina de La donna, 1916

Nel 1912 passò all'Ambrosio Film di Torino, dove aveva già collaborato l'anno prima nel film La madre e la morte. Presso la casa piemontese fu interprete di numerose pellicole, tra queste si ricordano La lampada della nonna (1913), Il dottor Antonio (1914), Il fiacre n. 13 (1917), Lucciola (1917) e Maschiaccio (1917).
A partire dagli anni venti lavorò per altre case cinematografiche, tra queste le romane Caesar Film e Nova Film, e la sua ultima apparizione fu nel 1923 nel film La gola del lupo.
Secondo il critico Lucio D'Ambra, era caratterizzata dal fatto che «si staccava dal mondo delle "dive" in belle pose fotografiche per una sua risentita viva volontà di vita interpretativa sopra lo schermo».

## Filmografia parziale
- Il romanzo di un Pierrot, regia di Mario Caserini (1906)
- Nozze tragiche, regia di Gaston Velle (1906)
- Otello, regia di Mario Caserini e Gaston Velle (1906)
- Il fornaretto di Venezia, regia di Mario Caserini (1907)
- Romeo e Giulietta, regia di Mario Caserini (1908)
- Amleto, regia di Mario Caserini (1908)
- Marco Visconti, regia di Mario Caserini (1909)
- Beatrice Cenci, regia di Mario Caserini (1909)
- Faust, regia di Henri Andréani, Enrico Guazzoni e David Barnett (1910)
- Giovanni dalle Bande Nere, regia di Mario Caserini (1910)
- Il sacrificio di Marta, regia di Oreste Gherardini (1910)
- Romola, regia di Mario Caserini (1911)
- L'innocente, regia di Edoardo Bencivenga (1911)
- Santa Cecilia, regia di Enrique Santos (1911)
- Sperduta, regia di Enrique Santos (1911)
- Gerusalemme liberata, regia di Enrico Guazzoni (1911)
- La madre e la morte, regia di Arrigo Frusta (1911)
- San Francesco il poverello d'Assisi, regia di Enrico Guazzoni (1911)
- Dante e Beatrice, regia di Mario Caserini (1912)
- La corda dell'arco, regia di Mario Caserini (1912)
- Sigfrido, regia di Mario Caserini (1912)
- Satana, regia di Luigi Maggi (1912)
- La lampada della nonna, regia di Luigi Maggi (1913)
- Il critico, regia di Febo Mari (1913)
- Il ragno, regia di Edoardo Bencivenga (1913)
- Gli ultimi giorni di Pompei, regia di Mario Caserini ed Eleuterio Rodolfi (1913)
- Cenerentola, regia di Eleuterio Rodolfi (1913)
- Il leone di Venezia, regia di Luigi Maggi (1914)
- La rivelazione dello scemo, regia di Carlo Simoneschi (1914)
- Il dottor Antonio, regia di Eleuterio Rodolfi (1914)
- I soldatini del Re di Roma, regia di Eleuterio Rodolfi (1915)
- Pace, mio Dio!..., regia di Carlo Simoneschi (1915)
- Senza Mamma, regia di Carlo Campogalliani (1915)
- Il sopravvissuto, regia di Augusto Genina (1916)
- Cuore e cuori, regia di Ugo Falena (1916)
- Il fiacre n. 13, regia di Alberto Capozzi e Gero Zambuto (1917)
- Lucciola, regia di Augusto Genina (1917)
- Maschiaccio, regia di Augusto Genina (1917)
- L'asino di Buridano, regia di Eleuterio Rodolfi (1917)
- Gyp, regia di Domenico Gambino e Paolo Trinchera (1918)
- L'idiota, regia di Salvatore Aversano (1919)
- Le avventure di Bijou, regia di Augusto Genina (1919)
- La tartaruga del diavolo, regia di Pio Vanzi (1920)
- La selce e l'acciaio, regia di Guglielmo Zorzi (1920)
- La pecorella, regia di Pio Vanzi (1920)
- La bambola infranta, regia di Giulio Antamoro (1920)
- L'altra razza, regia di Augusto Camerini (1920)
- I tre sorrisi di una monella, regia di Eleuterio Rodolfi (1920)
- Ma non è una cosa seria, regia di Augusto Camerini (1921)
- Marito, moglie e..., regia di Augusto Genina (1921)
- Tre persone per bene, regia di Ermanno Geymonat (1922)
- Le perle di Cleopatra, regia di Guido Brignone (1922)
- Di notte all'aria aperta, regia di Camillo De Riso (1922)
- La gola del lupo, regia di Torello Rolli (1923)